# Pardosa pseudostrigillata
Pardosa pseudostrigillata là một loài nhện trong họ Lycosidae.
Loài này thuộc chi Pardosa. Pardosa pseudostrigillata được Tongiorgi miêu tả năm 1966.